# Simone Inzaghi
Simone Inzaghi (pronunție în italiană [siˈmoːne inˈtsaːɡi]; n. 5 aprilie 1976, Piacenza, Italia) este un fotbalist italian retras din activitate, care a jucat pe post de atacant la echipe ca Lazio, Piacenza și Novara. Pe plan internațional, are prezențe la națională pentru Italia U18⁠(d) și Italia. După încheierea carierei, a devenit antrenor, și a antrenat, printre altele, Lazio și Inter Milano.

## Statistici antrenorat
La meciul jucat pe 4 iulie 2025.
| Echipa       | Țara           | Început        | Sfârșit      | Record | Record | Record | Record | Record | Record | Record | Record     |
| Echipa       | Țara           | Început        | Sfârșit      | M      | V      | E      | Î      | GM     | GP     | Glv.   | Victorii % |
| ------------ | -------------- | -------------- | ------------ | ------ | ------ | ------ | ------ | ------ | ------ | ------ | ---------- |
| Lazio        | Italia         | 3 aprilie 2016 | 27 mai 2021  | 251    | 134    | 45     | 72     | 463    | 325    | +138   | 53,39      |
| Inter Milano | Italia         | 1 iulie 2021   | 3 iunie 2025 | 217    | 141    | 41     | 35     | 425    | 189    | +236   | 64,98      |
| Al Hilal     | Arabia Saudită | 5 iunie 2025   | prezent      | 5      | 2      | 2      | 1      | 8      | 6      | +2     | 40         |
| Total        | Total          | Total          | Total        | 473    | 277    | 88     | 108    | 896    | 520    | +376   | 58,56      |